# Стербак, Яна
Яна Стербак (род.1955) — канадская художница, известная своими концептуальными проектами с мясом, работами, связанными с темами власти, контроля, гендерных стереотипов, обольщения, сексуальности и путями, которыми люди обращаются к технологиям для изменения внешности.

## Биография
Родилась в 1955 году в Праге, в 1968 году эмигрировала в Канаду.
Образование: Ванкуверская школа искусств, Ванкувер, Британская Колумбия (1973-74); Университет Британской Колумбии (1974-75); Университет Конкордия (1977 год); Университет Торонто (1980—1982 годы).

## Творчество
Яна Стербак участвовала во множестве выставок по всему миру. Работы не поддаются разбивке по жанрам. При этом она редко прибегает к синтетичности инсталляции: её объекты ближе по ёмкости классической круглой скульптуре, в которой лаконичная красота формы оказывается полнотой содержания.
Стербак не устраивает спокойствие зрителя, его дистанцированность. Ей претит наше внутреннее равновесие, даже если оно обретается в поклонении сакральному артефакту. Объекты Стербак не просто апеллируют к телесности как основе переживания любого произведения искусства, но «паразитируют» на теле — соразмерны ему, повторяют его форму, льнут к нему, вырастают из него, превращая его в материал. Умение заставить контекст «работать» прослеживается во многих выставках художницы. Подмена ретроспекции на work in progress заложена уже в самой конфигурации экспозиционного пространства, где вход и выход — одно и то же. Уйти с выставки можно, только проделав путь назад через всю экспозицию, наткнувшись то ли на постскриптум, то ли на спрятанное организаторами предупреждение художницы: «Хочу, чтоб вы чувствовали, как я…»
В 1987 году канадская художница Яна Стербак создала работу, которая принесла ей мировую славу, — «Ванитас. Платье из мяса для анорексичного альбиноса» (Vanitas: Flesh Dress for an Albino Anorectic). Художница сшила платье из бесчисленных кусков подтухшего сырого мяса и сама надела его прямо на голое тело. Символическая репрезентация этого платья из мяса заостряла внимание на концепции тела как одежды для души. Сохранившееся до наших дней благодаря обжарке и последующему высушиванию, это произведение также отражает феминистический посыл художницы, который заключается в обвинении людей в объективации женского тела, отношение к женскому телу как к куску мяса. Кроме того, произведение олицетворяет недоверие женщины к собственному телу, обусловленное чрезмерной определённостью женских образов, которые рисуют средства массовой информации, выпячивая их сексуальную составляющую. Также оно заставляет задуматься о том, что превращение женского тела в товар ведет к самомифологизации и болезненным расстройствам. Наполненность смыслами, работа создана в духе сюрреалистической традиции так же как, например, «Шляпа-туфля» Дали.
"Вяленое"платье Яны Стербак сильно повлияло не только на феминистский и социальный дискурс последней четверти XX — начала XXI века, но и на отношение к моде как к «скоропортящемуся продукту». Также этой работой Стербак бросает вызов публике и критикам, вынуждая противопоставлять и сравнивать конкурирующие понятия и озадачивая вопросом: это платье является произведением искусства или порождением концептуальной моды? С аналогичными посылами были созданы «Волшебные туфли» Стербак (Magic Shoes, 1992) — высокие каблуки «прикованы» к цепям, вызывая у зрителях мысли о том, какое место в жизни женщины занимает культура жертвенности. Таким образом, мода и искусство начинают говорить на одном языке, ведь процесс изготовления туфель и платья принадлежит не только сфере художественного творчества, но является и частью сарториального дискурса, в котором искусство рассматривается как практика художественного воплощения и представления идеи. Тем не менее, часть критиков (А. Гечи и В. Караминас) считают, что скоропортящаяся работа художницы не может претендовать на имя настоящего произведения искусства. Однако платье наряду с другими проектами художницы часто вызывают восторг у публики. Идея знаменитого мясного платья, в котором Леди Гага пришла на церемонию вручения наград MTV в 2010 году, была также заимствована у художницы Яны Стербак.

## Награды
1991 Стипендия Гуггенхайма
1994 Премия Линча-Стаунтона от Канадского совета по искусству, Премия Гишара от Музея современного искусства Сент-Этьен
1996 Премия Озайаса Ледюка
2000 Премия Чалмерса от Канадского совета по искусству
2012 Премия генерал-губернатора